# Orbost Airport
Orbost Airport är en flygplats i Australien. Den ligger i kommunen East Gippsland och delstaten Victoria, omkring 320 kilometer öster om delstatshuvudstaden Melbourne.
Trakten är glest befolkad.
Genomsnittlig årsnederbörd är 1 273 millimeter. Den regnigaste månaden är juni, med i genomsnitt 241 mm nederbörd, och den torraste är juli, med 59 mm nederbörd.